# Walter P. Leber
Walter Philip Leber (* 12. September 1918 in St. Louis, Missouri; † 3. August 2009 in Palm City, Florida) war ein Generalmajor der United States Army und von 1967 bis 1970 Gouverneur der Panamakanalzone.

## Biografie
Nach dem Schulbesuch absolvierte er eine Ausbildung zum Offizier in der United States Army und wurde 1941 zunächst zum Second Lieutenant befördert. Im Anschluss trat er in den Dienst des Büros des Chefingenieurs der US Army und war dort zwischen 1942 und 1946 Sekretär für Kommunikation im Operationsgebiet Europa, ehe er danach bis 1947 Mitarbeiter des Manhattan-Projekts (Manhattan Engineer District) im heutigen Oak Ridge National Laboratory war. Im Anschluss war er zunächst Leiter der Technischen Abteilung im Militärischen Verbindungskommando (Military Liaison Command) und dann von 1949 bis 1950 Assistent des Distriktsingenieurs des Verwaltungsoffiziers in Seattle und Walla Walla. 1951 wurde er Mitglied des Generalstabes der Logistikabteilung der Armee, ehe er zwischen 1956 und 1957 Ingenieur bei der 8. US-Armee in Korea im Rahmen der United States Forces Korea war.
Anfang 1958 kehrte er in die USA zurück, wo er zum Verwaltungsoffizier im Büro des Chefingenieurs der US Army ernannt wurde. Danach war er zwischen 1961 und 1963 Vizegouverneur der Panamakanalzone sowie im Anschluss bis 1966 Divisionsingenieur der Great Lakes and Ohio River Division (LRD). Anschließend folgte von 1966 bis 1967 eine Verwendung als Direktor für das Bauingenieurwesen beim Chefingenieur der US Army.
Am 21. Februar 1971 wurde Brigadegeneral Leber als Nachfolger von Robert J. Fleming zum Gouverneur der Panamakanalzone berufen und kurz danach zum Generalmajor befördert. Während seiner bis 1971 dauernden Amtszeit wurden 1970 die Studien für einen weiteren Ausbau des Kanals (Interoceanic Canal) ebenso begonnen wie mit der Erweiterung des sogenannten „Gaillard Cut“, das auch das Ende eines wichtigen Programms für einen sichereren Transit durch den Kanal bieten sollte. Nachfolger als Gouverneur wurde am 3. März 1971 Generalmajor David S. Parker.
Nach dem Ende seiner Amtszeit als Gouverneur wurde er Mitarbeiter beim Raketenabwehrsystem Safeguard in Washington, D.C.